# Not Fade Away
Not Fade Away är en låt av den amerikanske artisten Buddy Holly skriven av honom (på låten står hans riktiga namn "Charles Hardin) och hans producent Norman Petty och gavs ut på albumet The "Chirping" Crickets med hans kompgrupp The Crickets från 1957. Hollys version återfinns på plats 108 i magasinet Rolling Stones lista The 500 Greatest Songs of All Time.

## The Rolling Stones version
The Rolling Stones gjorde en cover på "Not Fade Away" som släpptes som singel i början av 1964 och blev en av gruppens första hits. Det var även den första Stoneslåt som lanserades i USA. Låten finns även med på den amerikanska versionen av gruppens debutalbum England's Newest Hitmakers från senare samma år.

## Listplaceringar
| Lista (1964)   | Position               |
| -------------- | ---------------------- |
| Danmark        | 17 (DR "Top 20")       |
| Irland         | 5                      |
| Storbritannien | 3                      |
| Sverige        | 17 (Kvällstoppen)      |
| USA            | 48 (Billboard Hot 100) |

## Rush version
Rush gjorde en cover på låten också. Deras version var släppt som en singel år 1973 i Kanada och var deras första singel. Det var endast 500 skivor som gjordes av singeln.

### Medverkande
- Geddy Lee - sång, elbas
- Alex Lifeson - gitarr, sång
- John Rutsey - trummor, sång